# Adenosma indianum
Adenosma indianum tên tiếng Việt bồ bồ hay nhân trần ta, nhân trần bồ bồ,, tuyến hương Ấn là một loài thực vật có hoa trong họ Mã đề. Loài này được (Lour.) Merr. mô tả khoa học đầu tiên năm 1935.

## Phân bố
Loài cây này sinh sống trên các vùng đất cằn cỗi, các sườn núi khô, dọc theo các con suối và đồng ruộng ở độ cao thấp. Thấy ở Trung Quốc (Quảng Đông, Quảng Tây, Hải Nam, Vân Nam), Campuchia, Ấn Độ, Indonesia, Lào, Malaysia, Myanma, Philippines, Thái Lan, Việt Nam.